# Эстердаль, Мартин
Э́рик Ма́ртин Эстерда́ль (швед. Erik Martin Österdahl; род. 12 октября 1973, Соллентуна, Швеция) — шведский продюсер, супервайзер «Евровидения» в период с 2021 по 2025 год.

## Биография
Родился 12 октября 1973 года в Стокгольме в Швеции.
С 2008 по 2014 год работал на SVT. В 2016 году дебютировал как писатель.

## Конкурс песни Евровидение
В январе 2020 года Европейским вещательным союзом (EBU) было объявлено, что Эстердаль станет новым супервайзером конкурса песни «Евровидение» после финала конкурса 2020 года, тем самым заменив Юна Ула Санна. 16 мая 2020 года он стал новым супервайзером конкурсов песни «Евровидение» и «Детское Евровидение» после шоу «Евровидение: Europe Shine a Light», которое заменило «Евровидение-2020», отменённое из-за пандемии COVID-19.
27 июня 2025 года стало известно, что Эстердаль покидает должность исполнительного супервайзера конкурса. Исполняющим обязанности супервайзера станет директор конкурса Мартин Грин.
Также Эстердаль ранее был исполнительным продюсером конкурса в 2013 и 2016 годах, и был членом референтной группы «Евровидения» в период с 2012 по 2018 год.